# Ferrocarril de Redruth y Chasewater
El Ferrocarril de Redruth y Chasewater (nombre en inglés: Redruth and Chasewater Railway, también llamado Redruth and Chacewater Railway usando ortografía moderna), fue una de las primeras líneas ferroviarias mineras en Cornualles (Inglaterra, Reino Unido). Se inauguró en 1825 y fue construido para transportar la producción de las minas de cobre del área de Gwennap a los muelles de Restronguet Creek (frente al estuario de Fal) alrededor de Devoran, y para traer carbón con el fin de alimentar las máquinas de las minas; más tarde transportó madera para los puntales de los pozos mineros y también carbón para uso doméstico.
Con un poco más de 9 millas (14,5 km) de largo, fue construido con un ancho de vía de 4 pies (1219 mm) (de vía estrecha) y usó tracción de caballos al principio y luego locomotoras de vapor. Dependiendo únicamente de la economía de las minas a las que servía, prosperó cuando estas lo hicieron, y cuando declinaron, el ferrocarril también lo hizo. Se cerró finalmente en 1915, y nunca transportó pasajeros.
Gran parte de su recorrido aún se puede seguir, y parte de él forma el curso de la Ruta del Ferrocarril de Redruth y Chasewater, un sendero acondicionado para actividades de ocio al aire libre.

## Historia

### Antecedentes

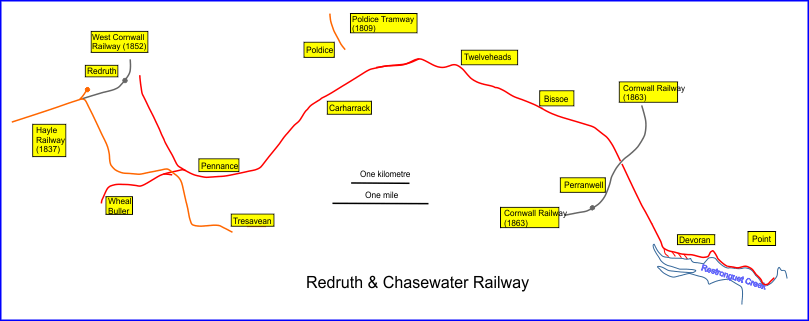
Mapa esquemático del Ferrocarril de Redruth & Chasewater

Antes del siglo XIX, la península de Cornualles era el origen de gran parte de la extracción de minerales en Gran Bretaña, pero esta actividad se había visto limitada por la inexistencia de métodos industriales. La profundidad a la que se podían excavar los pozos quedaba limitada por la imposibilidad de achicar el agua subterránea que inundaba las galerías, provocando que muchas minas se abandonasen por agotamiento al solo poderse utilizar los primitivos métodos disponibles. Además, el elevado costo de transportar los minerales extraídos al mercado, que se hacía principalmente a lomos de mulas, lastraba considerablemente los réditos de la minería.
A medida que la revolución industrial se aceleró, se dispuso de la energía del motor de vapor para superar estas limitaciones, y se pudieron explotar nuevas vetas a mayores profundidades y, en algunos casos, se volvieron a abrir minas abandonadas. Además, el cobre comenzó a reemplazar al estaño como el mineral dominante. Debido a que el proceso de fundición de cobre requería grandes cantidades de carbón, en una proporción de 18 a 1, el mineral de cobre se transportaba por mar a Gales del Sur, donde la localidad de Swansea lideraba la metalurgia industrial del cobre.
La atención se centró entonces en poder transportar minerales de cobre y de estaño a un puerto marítimo para su posterior traslado, y en traer carbón para alimentar el creciente número de máquinas de vapor que operaban en las minas. En 1809 se construyó un tranvía de propiedad privada para conectar el puerto de Portreath en la costa norte, con las minas situadas alrededor de St Day y Scorrier; inicialmente conocido como Tranvía de Portreath, que con sus extensiones posteriores se conoció como el Tranvía de Poldice. Era una plataforma nivelada que permitía transportar cargas a lomos de caballo o con carros, y se convirtió en un éxito financiero inmediato. Sin embargo, era de propiedad privada, al igual que el puerto de Portreath, y no se puso a disposición de los propietarios de las minas competidoras.

### Consolidated Mines
En 1819, el dinámico empresario John Taylor arrendó los entonces inactivos pozos mineros de Consolidated Mines (sociedad conocida generalmente como "Consols"). Se trataba de un grupo de cinco minas inundadas que habían sido abandonadas en 1811, y Taylor instaló dos motores de bombeo de 90 pulgadas, entonces los más grandes de su tipo en el mundo, y en un año pudo explotar una veta de cobre de 1 milla (1,6 km) de longitud, en sí misma la más grande del mundo. "Consols" se había convertido en la principal mina de cobre de Cornualles, y permaneció así hasta 1840, proporcionando a sus accionistas enormes ganancias de capital.
El tema del transporte de los minerales extraídos en la zona al mercado siempre había sido un asunto de gran importancia, y se había propuesto construir canales u otras vías de transporte al efecto, pero nunca llegaron a realizarse, y Taylor vio la ocasión de promover un ferrocarril para transportar la producción de su mina hacia la ría del Restronguet Creek, junto a la localidad de Point. Obtuvo respaldo financiero en Londres, pero sin ningún apoyo de los valedores de los intereses locales de Cornualles.

### Autorización parlamentaria
A pesar de la resistencia de los representantes de Portreath, Taylor consiguió que se promulgara una Ley del Parlamento el 17 de junio de 1824 para dar inicio a la construcción de una vía férrea, con un capital de 22.500 libras esterlinas, y autoridad para aumentarlo en otras 10.000 libras si fuera necesario. El ferrocarril iba a ser una operación de peaje, lo que permitiría a cualquier transportista transitar con sus vehículos por la línea mediante el pago de una tarifa, y los términos de la Ley no contemplaban que la Compañía titular de las vías explotase en exclusiva un ferrocarril por sí misma.
La Ley especificaba que la línea principal iba de Redruth a Point, con varias ramas, incluida una de Twelveheads a Chacewater. También se realizarían mejoras en el puerto de Narabo (cerca de Devoran). La ruta pasaba por Carharrack y bajaba por Carnon Valley, por  Bissoe.

### Construcción y apertura
La construcción real de la vía férrea avanzó rápidamente, a cargo de William Brunton, hijo del inventor escocés del mismo nombre. Fueron necesarios movimientos de tierra considerables en algunos lugares, como en el cruce del valle de Carnon, con el fin de evitar pendientes excesivas para salvar los 600 pies (182,9 m) de desnivel entre el punto más alto de la línea y los muelles en Devoran. De hecho, se trazó una pendiente de 1 en 35 (2,8%) que descendía de Lanner a Carharrack.
El ancho de vía era de 4 pies (1219 mm), una medida que se usaba comúnmente en el sur de Gales, donde la ingeniería de las minas tenía una gran presencia en aquel momento, y se utilizaron carriles de borde, que suponían un avance técnico considerable y el primer uso de este tipo en Cornualles (el Poldice y otros tranvías habían utilizado plataformas, en las que las ruedas de los vagones eran lisas y quedaban confinadas entre dos rieles en forma de L; mientras que en un sistema de carriles de borde, las pestañas están situadas en las ruedas de los vehículos). Los rieles eran de hierro forjado, asentados mediante placas de fundición de hierro apoyadas sobre bloques de granito.
A medida que se completaron partes de la línea, se permitió a los transportistas usarlas de inmediato, y esto tuvo lugar a partir de 1824; No fue hasta el 30 de enero de 1826 que la línea se consideró sustancialmente completa (aunque el ramal de Chacewater no se había iniciado, y de hecho nunca se construyó) y se llevó a cabo una apertura oficial, cuando algunos de los propietarios viajaron desde Wheal Buller a Devoran (descendiendo por gravedad) y luego de regreso a Redruth (en un carruaje tirado por un caballo).
En 1827 se construyeron y abrieron ampliaciones; desde el cruce de Wheal Buller hasta la propia Redruth, que daba servicio a la mina de Pen-an-Drea y al pueblo mismo, y un 1 milla (1,6 km) adicional de vía desde Devoran al cargadero de Point Quay.

### Operación: primeros años
Construido como un tranvía tirado por caballos, las primeras operaciones siguieron ese modelo, con pequeños grupos de vagones tirados por caballos. Aunque la línea había sido ideada con la intención de que el tráfico cargado hacia Devoran descendiera por gravedad, finalmente no se construyó así, y los vagones debían ser arrastrados en algún momento en ambas direcciones.
La línea era de vía única en todo su recorrido, con numerosos apartaderos para el cruce de vehículos. En el caso de que dos "trenes" se encontraran entre dos lugares de paso, la preferencia de paso se decidía por sorteo.
Los tonelajes transportados superaron las expectativas, con más de 58.000 toneladas anuales. La empresa tuvo un gran éxito financiero, con beneficios anuales de más de 2000 libras esterlinas. En 1831 se instalaron lugares de paso adicionales y los muelles de Devoran se ampliaron considerablemente.
La renovación de los rieles se hizo necesaria en 1831, a pesar de no utilizarse todavía locomotoras, y surgieron problemas considerables con el desplazamiento de los bloques de piedra que sujetaban los carriles, lo que provocó problemas de ensanchamiento de la separación entre los rieles.
El tráfico de carbón hacia el interior aumentó constantemente a medida que las minas se mecanizaban: en 1835, las minas Consols y United tenían dieciséis motores en funcionamiento, que consumían 15.000 toneladas de carbón al año.

### Primeros desafíos
En 1839, el Ferrocarril de Cornualles Oeste abrió sus líneas hasta Tresavean, cerca de las minas explotadas por la compañía Redruth, y a Portreath, lo que permitió un mejor acceso a su puerto, lo que facilitó la comunicación con los puertos galeses, ya que se encontraba en la costa norte de Cornualles.
Ese mismo año, finalizó el arrendamiento de Taylor de las minas de Consols; en los últimos meses extrajo la mayor cantidad de material posible sin el trabajo de desarrollo que normalmente se utiliza para mantener la extracción futura, y cuando los nuevos arrendatarios se hicieron cargo, encontraron imposible mantener el volumen de extracción que Taylor había logrado. Esto afectó directamente a los transportes ferroviarios y a su rentabilidad.
En 1840 los beneficios cayeron un 20%, aunque con mayores tonelajes transportados, lo que refleja la presión a la baja de las tarifas. Al año siguiente, un invierno severo provocó grandes dificultades con el desplazamiento de los bloques de piedra y el hundimiento del terraplén, lo que supuso un gasto considerable en reparaciones.
En 1848 Thomas Hall fue nombrado ingeniero y superintendente del ferrocarril durante los siguientes 20 años.

### Operación con locomotoras
A principios de la década de 1850, el comercio en general era más dinámico y la empresa decidió solicitar la autorización parlamentaria para construir un ramal a Wheal Busy (un poco más de 2 millas (3,2 km) de largo). El cruce debía estar cerca de Hale Mills, y la Ley se obtuvo el 9 de mayo de 1853 (esta línea nunca se completó).
La ley también permitía el uso de locomotoras. Esto requirió la reinstalación de gran parte de la vía, lo que se hizo con raíles de cabeza de toro de 50 libras por yarda (24,8 kg/m), reutilizando los bloques de piedra originales. Se adquirieron dos locomotoras de Neilson & Co; bautizadas como "Miner" y "Smelter"; eran máquinas con depósito incorporado con configuración de ruedas 0-4-0 y se entregaron en noviembre de 1854. También se adquirieron nuevos vagones de mayor capacidad con una carga útil de más de 4 toneladas. Las nuevas locomotoras y vagones costaron 5565 libras esterlinas.
Aunque de apariencia primitiva, las locomotoras trabajaron con éxito, pudiendo llevar 8 vagones cargados (50 toneladas brutas) hasta el bucle de Wheal Fortune. Sin embargo, el paso de las locomotoras provocó una fricción considerable con los transportistas que seguían utilizando caballos, que operaban en la parte superior de la línea. Además, el peso de las locomotoras provocó problemas de hundimiento en las partes más débiles de la vía.
En 1855, la Compañía registró una pérdida de 548 libras esterlinas, debido a los considerables gastos en partidas puntuales (con cargo a la cuenta corriente): las locomotoras y el material rodante, el trabajo en la ampliación hacia Wheal Busy y las reparaciones importantes en el remolcador de vapor de la compañía, mantenido en Devoran.
Las locomotoras ahora trabajaban regularmente hasta Tingtang (al oeste de las minas de "Consol"). El tráfico aumentó notablemente en el ramal de Wheal Buller (pero descendía en la línea principal de Redruth) y se tomó la decisión de que las locomotoras se dirigieran a Wheal Buller, implicando la necesidad de renovar la vía tan pronto como el tráfico lo justificara. De hecho, esta decisión se puso en práctica desde 1857, y a partir de entonces se hicieron cargo de la operación de toda la línea.
Las locomotoras trabajaban continuamente y en unas condiciones de gran dureza, por lo que en 1858 se tomó la decisión de adquirir una tercera máquina: en septiembre de 1859 comenzó a trabajar la Spitfire, una locomotora 0-6-0 Neilson con depósito incorporado. Por lo general, operaba la sección sobre el lazo de Nangiles, haciendo cuatro viajes de ida y vuelta al día, con las locomotoras anteriores alimentando el tráfico hasta ella. El tráfico era casi en su totalidad de carbón hacia arriba y de mineral de cobre hacia abajo. La maniobra en los muelles de Devoran y en el ramal hacia el este hasta Point estaba a cargo de los caballos.

### Disminución de la extracción de cobre
A fines de la década de 1860, la minería del cobre en el área estaba disminuyendo, y para 1870 había entrado en crisis, cuando se cerraron las Minas Amalgamadas de Clifford. El cierre se tradujo en una desastrosa pérdida de ingresos para el ferrocarril, que acentuó su declive. 
Para empeorar la situación, en el crudo invierno de 1876-1877, el Great County Adit (un sistema de drenaje común utilizado anteriormente por varias minas profundas) se bloqueó debido a la falta de mantenimiento y estalló repentinamente, provocando una riada de sedimentos que inutilizó el puerto de Devoran, lo que obligó a los buques a cargar y descargar utilizando botes de remos.
Era evidente que la empresa ya no tenía futuro comercial, y el 18 de julio de 1879 se declaró en quiebra, aunque continuó operando.

## Varios
Hoy en día, la restaurada Casa del Conde de la Old Wheal Buller Mine domina los lechos de vías de dos antiguos apartaderos olvidados, y más allá, hasta el ramal hacia Buller del ferrocarril.

### Ruta
Priestley escribió en 1831:
La línea principal de este ferrocarril comienza en las extensas fábricas de hojalata situadas en el lado este de la ciudad de Redruth, desde donde toma un rumbo sureste alrededor de la montaña de Cam Marth; de allí se dirige al noreste por Carrarath hasta Twelve Heads, de donde toma un rumbo sureste por Nangiles y Carnon Gate hasta Point Quay, situado en un estuario que se ramifica en Carreg Road. Tiene una longitud de nueve millas, dos estadios y cuatro cadenas; en la primera milla y siete cadenas de las cuales, hasta Wheel [sic] Beauchamp, hay una elevación de 103 pies (31,4 m); desde allí hasta su terminación se produce una inclinación gradual con una caída de 555 pies (169,2 m) hasta la línea de marea alta. Desde Carnon Gate hay un ramal a Narrabo de una milla y un estadio; otro ramal de Nangiles a Wheel Fortune de tres estadios y cinco cadenas; otro desde Twelve Heads hasta Wheel Bissey, de dos millas, dos estadios y cinco cadenas de largo; y otro de Wheel Beauchamp a Wheel Buller, de dos estadios y cuatro cadenas de longitud. La longitud total de la línea principal y los ramales es de trece millas, tres estadios y ocho cadenas.
Referencia de cotas según Kidner:
- Redruth (pozo de Gwennap) 0 m
- Lanner 1½ m
  - Ramal a la mina Wheal Bassett
- Carharrack 3 m
- Hale Mills
  - Ramal incompleto a Chacewater
- Bissoe 6 m
- Devoran 8 m
- Penpol 9 m

### Éxito
Inicialmente, la línea tuvo éxito en general. Sirvió tanto a las minas de Great Consols como a las de United Mines, las dos compañías más grandes de la zona, y el tráfico en la década de 1830 superaba con creces las 60.000 toneladas anuales, y la empresa informó que las ganancias se acercaban a las 3000 libras esterlinas. El mineral de cobre transportado a los barcos para su movimiento hacia el sur de Gales se complementó con carbón transportado en la otra dirección para alimentar los motores de vapor de las bombas de achique que las minas cada vez más profundas necesitaban.
Inicialmente, la compañía ferroviaria no había sido transportista, y hasta 1854 la línea se explotó utilizando caballos, pero en noviembre de 1854 se entregaron dos locomotoras con depósito incorporado, la Miner y la Smelter, y comenzaron a trabajar entre Devoran y Carharrack, haciendo del Redruth y Chasewater uno de los primeros ferrocarriles de vía estrecha en introducir locomotoras de vapor. Fueron entregadas como 0-4-0ST, pero el voladizo excesivo en la parte trasera perjudicaba su marcha, por lo que pronto se reconstruyeron como 0-4-2ST. En ese momento, el resto de la vía férrea lo operaban los propios caballos de la empresa. En 1859, el tráfico había aumentado a 90.000 toneladas anuales, lo que llevó a la adquisición de una tercera máquina, la "Spitfire". Esta locomotora recibió su nombre ("escupe fuego") en recuerdo de un incidente en el que la "Miner" y la "Smelter", trabajando al máximo cuesta arriba, esparcían cenizas y chispas muy cerca de una cabaña con techo de paja, que estaba en peligro de incendiarse. Se convenció a la empresa de que la reconstruyera a una distancia segura de la línea y de que reemplazara el techo de paja por tejas de pizarra. El propietario era un importante accionista de la empresa. La adquisición de la Spitfire permitió que toda la línea desde Devoran a Redruth se trabajara a vapor, excepto el 1+1/2 de milla (2,4 km) final de Devoran a Point Quay, que permaneció explotado con caballos hasta su cierre final.

### Declive
Los talleres ferroviarios, al igual que las oficinas, estaban ubicados en Devoran, y la locomotora "Miner" se reconstruyó sustancialmente aquí en 1869, pero el tráfico comenzó a disminuir cuando las minas de cobre cerraron y en 1879 se nombró un administrador de la quiebra. La locomotora "Smelter" fue relegada a la condición de máquina de reserva; pero la falta de mantenimiento significó que la línea se deterioró y los descarrilamientos eran comunes. La "Spitfire" también fue reconstruida, pero desafortunadamente se encargó una nueva cámara de combustión demasiado grande, y el bastidor se debió forzar para acomodarla, con el consiguiente desgaste de los muelles y de los cojinetes traseros.
La llegada del Great Western Railway finalmente terminó con el Redruth y Chasewater, ya que su último cliente importante (Basset Mines), pasó a utilizar los servicios del nuevo competidor. En los siguientes seis meses, el antiguo ferrocarril solo transportó alrededor de 6500 toneladas de mercancías, frente a las 22.000 del año anterior. La extensión a Chasewater que dio nombre al ferrocarril nunca se completó, a pesar de las obras que comenzaron en 1853. El cierre de la línea finalmente se produjo el 25 de septiembre de 1915 cuando la locomotora "Miner" llevó el último tren hasta Devoran. La línea fue desmantelada; y locomotoras, vagones y rieles se convirtieron en chatarra.
Al igual que el ferrocarril dependía de las minas, el puerto de Devoran dependía del ferrocarril. Menos de un año después del cierre de la vía férrea, el último buque comercial hizo escala en el puerto.

## Locomotoras
| Nombre   | Constructor | Tipo                                            | Fecha | Nº de Serie      | Notas                                |
| -------- | ----------- | ----------------------------------------------- | ----- | ---------------- | ------------------------------------ |
| Miner    | Neilson     | construida como 0-4-0 T y modificada a 0-4-2 ST | 1854  | probablemente 81 | Remodelada en 1869 como una 0-6-0 ST |
| Smelter  | Neilson     | construida como 0-4-0 T y modificada a 0-4-2 ST | 1854  | probablemente 82 |                                      |
| Spitfire | Neilson     | 0-6-0 ST                                        | 1859  | 540              |                                      |

Las tres locomotoras eran muy similares a la vista, siendo descritas como "de aspecto extraño". La caldera estaba coronada por un tanque cuadrado del que se proyectaba una alta chimenea; las cabinas estaban abiertas con los lados más bajos que la parte superior de los tanques.

## Buques
En 1848, la empresa compró el remolcador de vapor Sydney. El 6 de marzo, se produjo una vía de agua y se hundió en Falmouth.

## Legado
- La mayor parte de la ruta del ferrocarril ahora es seguida por el "Sendero ferroviario de Redruth y Chacewater"[7][8] que enlaza con el sendero Great Flat Lode Trail en Redruth.[4]
- Apareció en el programa de televisión de la BBC "Railway Walks", emitido por primera vez en BBC Four el 16 de octubre de 2008.[9]